# SeaWorld San Diego
SeaWorld San Diego is een pretpark rond zeezoogdieren in San Diego, in het zuidwesten van de Amerikaanse staat Californië. Het is het oudste park van de SeaWorld-keten.

## Geschiedenis
SeaWorld San Diego opende in 1964 haar deuren onder de naam SeaWorld California. Bij de opening bedroeg de oppervlakte van het park slechts 89.000 m2 en had het park een aantal dolfijnen, zeeleeuwen en twee zoutwateraquaria. In het eerste jaar trok het park met 45 medewerkers een publiek van 400.000 bezoekers.
Door de jaren heen werden nieuwe parken geopend: in 1970 in Aurora (Ohio), in 1973 opende SeaWorld Orlando in Orlando (Florida) en in 1988 in San Antonio (Texas).
Van 1976 tot en met 1989 was het park eigendom van Harcourt Brace Jovanovich Inc. waarna het overging in de handen van Anheuser-Busch Companies Inc.. Toen Anheuser-Busch werd overgenomen door InBev werden eind 2009 de pretparken, waaronder SeaWorld San Diego, verkocht aan de Blackstone Group, het moederbedrijf van SeaWorld Parks & Entertainment.

## Dierenpark
Het SeaWorld San Diego-dierenpark is verdeeld over shows en verblijven, tevens zijn er ook extra programma's voor meer interactie met de dieren.

### Shows

#### One Ocean
Deze show wordt alleen opgevoerd met orka's. De show probeert mensen ervan bewust te maken dat we allemaal een deel zijn van één wereld met één oceaan. 

#### The Shamu Story
Deze show wordt alleen tijdens het hoogseizoen opgevoerd, in deze show geven trainers uitleg over het werken met orka's en hoe de gedragingen worden geleerd met bijbehorende demonstraties.

#### Shamu Rocks
Shamu Rocks vindt alleen 's avonds plaats en wordt opgevoerd met orka's. In deze show voeren orka's gedragingen uit terwijl er rockmuziek wordt afgespeeld. Alleen in de zomer wordt aan het einde van deze show het finalelied van de show Blue Horizons afgespeeld en is er vuurwerk te zien.

#### Blue Horizons
In deze show zitten tuimelaardolfijnen, Indische grienden en tropische vogels, die samen met acrobaten de show Blue Horizons opvoeren. De show gaat over een meisje Marina, die de geheimen van de zee ontdekt en in deze wereld wordt meegenomen.

#### Sea Lions LIVE
In deze komedie show worden er scènes uit andere shows geïmiteerd door zeeleeuwen, otters en hun trainers.

### Dieren
- Orka's
- Dolfijnen
  - Tuimelaars
  - Kortsnuitdolfijnen
  - Indische grienden
- Walrussen
- Witte dolfijnen
- IJsberen
- Californische zeeleeuwen
- Rivierotters
- Overige zeedieren en exotische vogels

## Incidenten
In de jaren 70 mocht Annette Eckis op de rug van orka Shamu rijden in het bassin. Annette was al wat gespannen en toen Shamu agressief werd gooide hij Annette van zich af en pakt haar been vast, uiteindelijk is ze met hulp uit het water gehaald met een aantal lichte verwondingen, met name aan haar been. Een filmpje hiervan is onder andere te vinden op YouTube.

### In 1984
- Pakt de orka Kandu5 twee vrouwelijke trainsters beet en hij wilde ze niet meer loslaten.
- Werd Bud Krammes door een onbekende orka ernstig verminkt.
- Greep Kandu5 Georgia Jones bij haar been en sleurde haar door het bassin. Dit is het 2e menselijke incident in gevangenschap waarbij Kandu5 betrokken is.

### Na 1984
In november 1986 duwde Kandu5 een trainer tegen de wand. Dit is het 3e menselijke incident in gevangenschap waarbij Kandu5 betrokken is.

### In 1987
Op 4 maart 1987 zwom de nog maar een week oude trainer Jonathan Smith met de orka's Kandu5 en Kenau. Dit ging volledig mis. Hij had veel wonden en een beschadigde lever en nieren. Dit is het 4e menselijke incident in gevangenschap waarbij Kandu5 betrokken is.
Op 15 juni 1987 brak de ervaren trainster Joanne Weber haar nek toen Kandu5 op haar sprong. Dit is het 5e menselijke incident in gevangenschap waarbij Kandu5 betrokken is.
Op 27 september 1987 werd tijdens het voeren de trainer Mark McHugh gebeten door een onbekende orka.
Op 30 september 1987 werd de trainer Chris Barlow in zijn buik geramd door een onbekende orka.
Op 21 november 1987 reed tijdens de showtrainer John Sillick op orka Nootka. Gelijktijdig gaf een trainer de orka Orky de opdracht om in hetzelfde gebied te springen. Orky kwam op John en Nootka terecht. John Sillick brak veel botten. Van dit incident zijn meerdere beelden te vinden op onder andere YouTube.

### Na 1987
In 1989 ramde tijdens de show de orka Kandu5 de orka Corky2. Kandu5 brak een kaak en overleed vrij snel na dit incident. Dit is het 6e menselijke incident in gevangenschap waarbij Kandu5 betrokken is.
In 1993 probeerde de orka Kasatka een trainer te bijten.
Op 15 juni 1999 werd tijdens de show het dominante orkavrouwtje Kasatka agressief, ze pakte een trainer bij haar been en gooide haar uit het water. Dit is het 2e menselijke incident in gevangenschap waarbij Kasatka betrokken is.
In 2002 deed een nieuwe trainster Tamaree haar voeten in het water bij de orka's Splash en Orkid. Uiteindelijk trokken Splash en Orkid haar in het water en sleurde haar mee, ze was eerst helemaal alleen dus het duurde even voor er hulp kwam. Uiteindelijk lukte het haar uit het water te komen maar ze had wel een gebroken arm.
Op 15 november 2006 sleurt de vrouwelijke orka Orkid opeens een mannelijke trainer onder water. Dit is het 2e menselijke incident in gevangenschap waarbij Orkid betrokken is.
Op 29 november 2006 viel de vrouwelijke orka Kasatka haar trainer Ken Peters aan en hield hem 2 keer een lange tijd onder water. Door het goed en rustig handelen van de trainer, kon hij Kasatka rustig krijgen en zwemmen naar de netten, die de andere trainers aan de kant hadden neergelegd. Hij brak zijn voet en werd met de ambulance naar het ziekenhuis gebracht. Beelden hiervan zijn te vinden op onder andere YouTube. Dit is het 3e menselijke incident in gevangenschap waarbij Kasatka betrokken is.
In april 2007 geeft de vrouwelijke orka Orkid tijdens een medische procedure een trainster een kopstoot. De trainster valt met haar hoofd op de grond. Dit is het 3e menselijke incident in gevangenschap waarbij Orkid betrokken is.
In 2012 liep de orka Nakai door een nog onbekend incident een flinke wond op zijn onderkaak op. SeaWorld zelf zegt dat hij tegen een wand van het bassin is opgebotst, maar dit werd niet door iedereen betrouwbaar geacht. Er gingen geruchten dat hij zou zijn opgejaagd door andere orka's omdat orka's niet in gevangenschap horen en er dan onderling incidenten kunnen voorkomen. Zie ook het incident onder het kopje: Na 1987 met Kandu5 en Corky2.
Deze lijst is mogelijk niet compleet, omdat niet alle incidenten openbaar worden gemaakt.